# Пани
Па̀ни (на италиански: Panni, на местен диалект Panne, Пане) е село и община в Южна Италия, провинция Фоджа, регион Пулия. Разположено е на 801 m надморска височина. Населението на общината е 865 души (към 2010 г.).